# Coralliozetus rosenblatti
Coralliozetus rosenblatti är en fiskart som beskrevs av Stephens, 1963. Coralliozetus rosenblatti ingår i släktet Coralliozetus och familjen Chaenopsidae. IUCN kategoriserar arten globalt som livskraftig. Inga underarter finns listade i Catalogue of Life.